# Корчагин, Юрий Петрович
Ю́рий Петро́вич Корча́гин (род. 28 декабря 1950, Воронеж, РСФСР, СССР) — советский и российский дипломат. Чрезвычайный и полномочный посол (2008).

## Биография
После окончания средней школы работал токарем на Воронежском заводе полупроводниковых приборов. В 1969—1971 годах служил в Советской армии. В 1977 году окончил Университет дружбы народов им. П. Лумумбы по специальности история. Владеет испанским и английским языками.
На дипломатической службе с 1977 года. Работал на различных должностях в Министерстве иностранных дел СССР и России: был помощником первого заместителя министра иностранных дел, главным советником Секретариата министра иностранных дел, начальником отдела, заместителем Директора Латиноамериканского департамента.
- В 1977—1981 годах — дежурный референт, старший референт-стажёр, старший референт-секретарь, атташе Посольства СССР в Мексике.
- В 1986—1991 годах — первый секретарь, советник Посольства СССР в Перу.
- С 1995 по 1999 год занимал должность советника-посланника Посольства России в Аргентине.
- Работал в международных организациях в Женеве (1984) и Париже (1985). В 1994 году входил в состав Группы наблюдателей ООН в Республике Мозамбик. Принимал участие в различных международных конференциях.
- В 2000—2003 годах — заместитель директора Латиноамериканского департамента МИД России.
- С 26 февраля 2003 по 24 июня 2004 года — чрезвычайный и полномочный посол Российской Федерации в Колумбии[1][2].
- С 13 июля 2004 по 7 июля 2009 года — чрезвычайный и полномочный посол Российской Федерации в Аргентинской Республике[3][4].
- С 13 июля 2004 по 22 декабря 2008 года — чрезвычайный и полномочный посол Российской Федерации в Республике Парагвай по совместительству[5][6].
- С 1 сентября 2009 по 20 февраля 2012 года — директор Латиноамериканского департамента МИД России[7].
- С 20 февраля 2012 по 18 ноября 2022 года — чрезвычайный и полномочный посол Российской Федерации в Испании и Андорре по совместительству[8][9][10]. 21 марта 2012 г. Ю. Корчагиным были вручены верительные грамоты испанскому монарху.
- С 3 февраля 2014 по 18 ноября 2022 года — постоянный представитель Российской Федерации при Всемирной туристской организации в Мадриде, Королевство Испания[11].

Почётный профессор Университета Альфонса X Мудрого, Испания, с 2016 года.
Почётный академик Академии дипломатии, Испания, с 2016 года.
Академик Института исторических исследований Бансес и Вальдес, Испания с 2021 года.

## Семья
Супруга — Наталия Корчагина. Имеет двух дочерей, Анастасию и Александру.

## Награды
- Знак отличия «За безупречную службу» XXX лет (9 февраля 2011) — за большой вклад в реализацию внешнеполитического курса Российской Федерации и многолетнюю добросовестную работу[12].
- Медаль «За воинскую доблесть. В ознаменование 100-летия со дня рождения Владимира Ильича Ленина» (1970)[13]
- Большой Крест ордена Освободителя Сан-Мартина (Аргентина)
- Национальный орден за заслуги «Дон Хосе Фалькон» (Парагвай)
- Медаль «В память 850-летия Москвы» (1997)
- Орден Дружбы (28 июня 2016) — за большой вклад в реализацию внешнеполитического курса Российской Федерации и многолетнюю добросовестную работу[14]
- Орден преподобного Сергия Радонежского III степени (15 мая 2016, РПЦ)[15]
- Орден Почёта (6 апреля 2021) — за большой вклад в реализацию внешнеполитического курса Российской Федерации и многолетнюю добросовестную дипломатическую службу[16]
- Медаль «Во Славу Осетии» (11 февраля 2015) — за большой личный вклад в увековечение памяти Героя Советского Союза Хаджи-Умара Мамсурова в Королевстве Испания[17].

## Дипломатический ранг
- Чрезвычайный и полномочный посланник 2 класса (18 июля 1995)[18]
- Чрезвычайный и полномочный посланник 1 класса (8 июля 2004)[19]
- Чрезвычайный и полномочный посол (24 января 2008)[20]